# Islote Lobería
El Islote Lobería es un roquerío ubicado en las proximidades costeras de la localidad de Cobquecura, en la Región de Ñuble, Chile. Está compuesto por tres rocas gigantes de cien metros cada una, las cuales se encuentran a 250 metros de la playa.
Desde el 1 de septiembre de 1992, junto a la Iglesia de Piedra, conforma el Santuario de la naturaleza Islote Lobería e Iglesia de Piedra, cuyo objetivo es preservar la existencia del Lobo marino.
Durante las mareas bajas, se forma un puente entre la costa y el islote, cual permite el acceso al roquerío, lo que no significa que esté permitido legalmente. El realizar esta acción, conlleva a multas. En 2014, la intromisión de turistas en el islote, derivó a la estampida de lobos marinos, de los cuales, muchas crías de esta especie fallecieron aplastadas o golpeadas en las rocas.

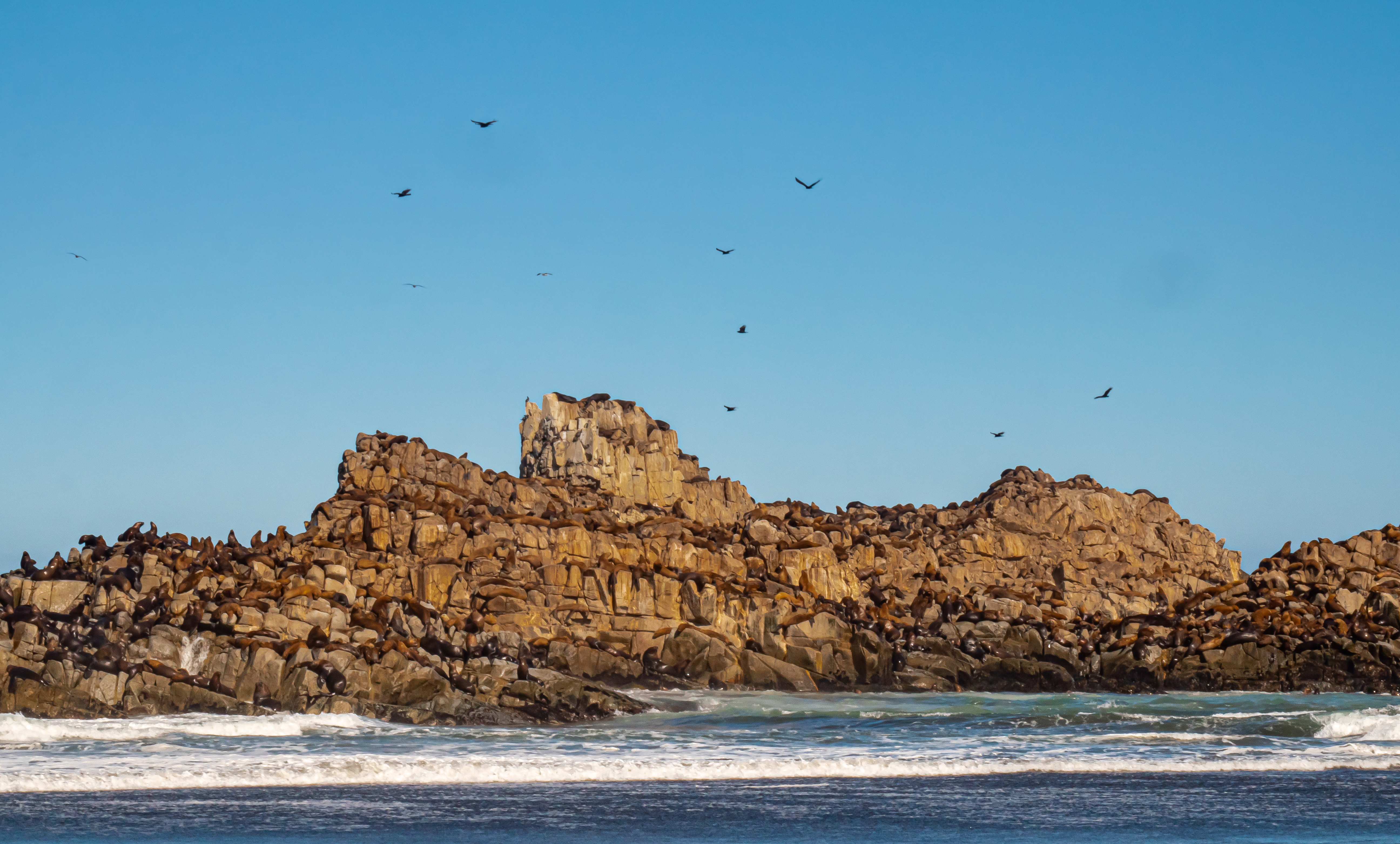
Lobería en Cobquecura